# Puigsespedres
Puigsespedres és un turó de 765,6 metres d'altitud del terme municipal de L'Esquirol, a la comarca d'Osona. És a poc més d'un quilòmetre a llevant del poble, a prop i al sud-est de la masia del Campàs. És al costat del Camí Ral de Vic a Olot. Al sud-oest del cim del turó on hi ha el dolmen de Puigsespedres, excavat el 1920.